# Spital am Semmering
Spital am Semmering osztrák község Stájerország Bruck-mürzzuschlagi járásában. 2017 januárjában 1550 lakosa volt.

## Elhelyezkedése

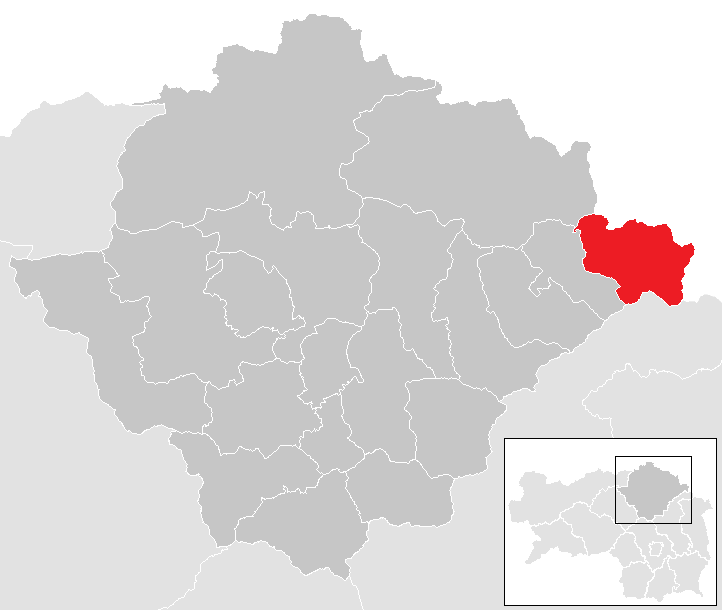
Spital am Semmering a Bruck-mürzzuschlagi járásban

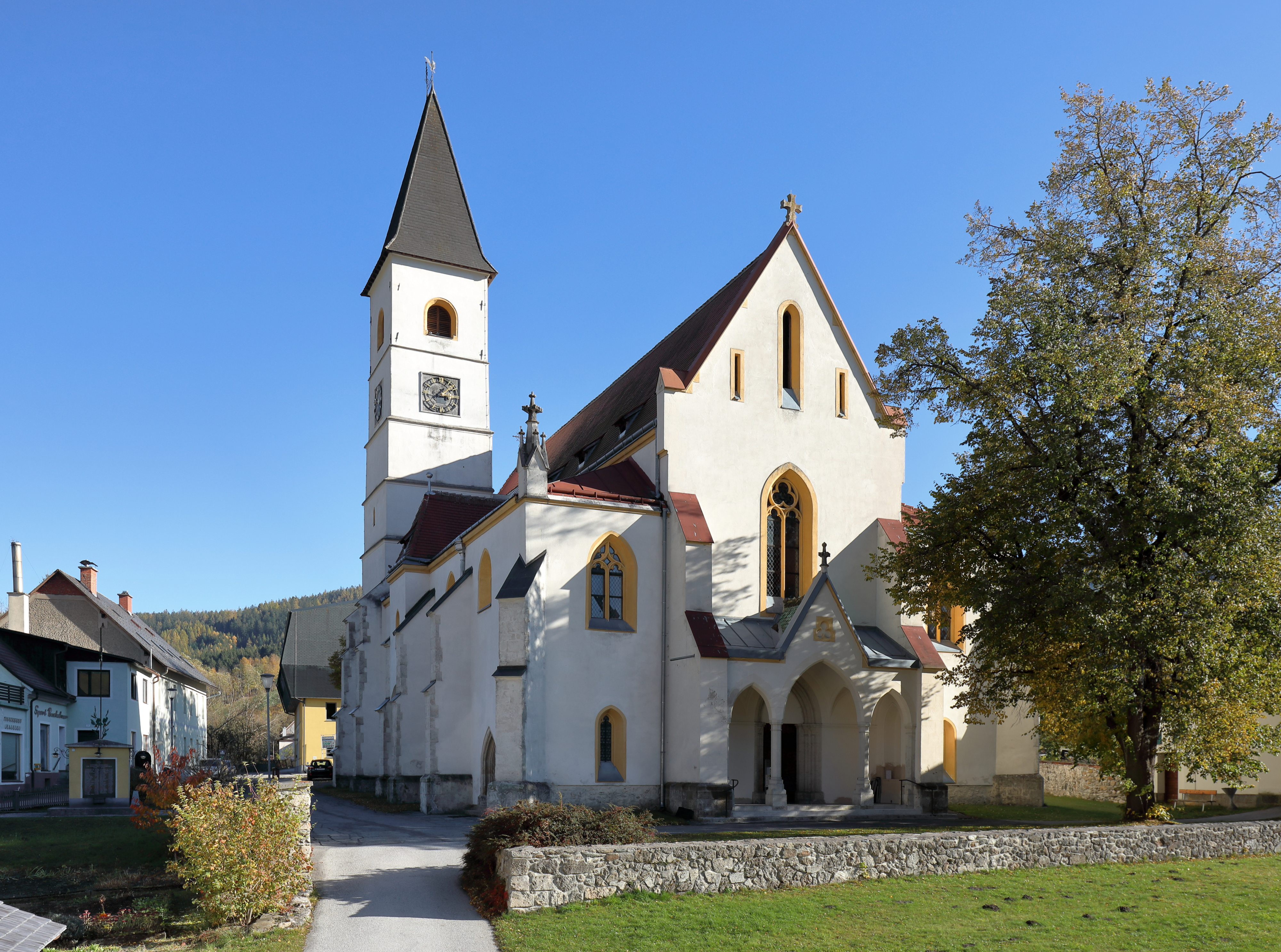
A Mária mennybemenetele-plébániatemplom

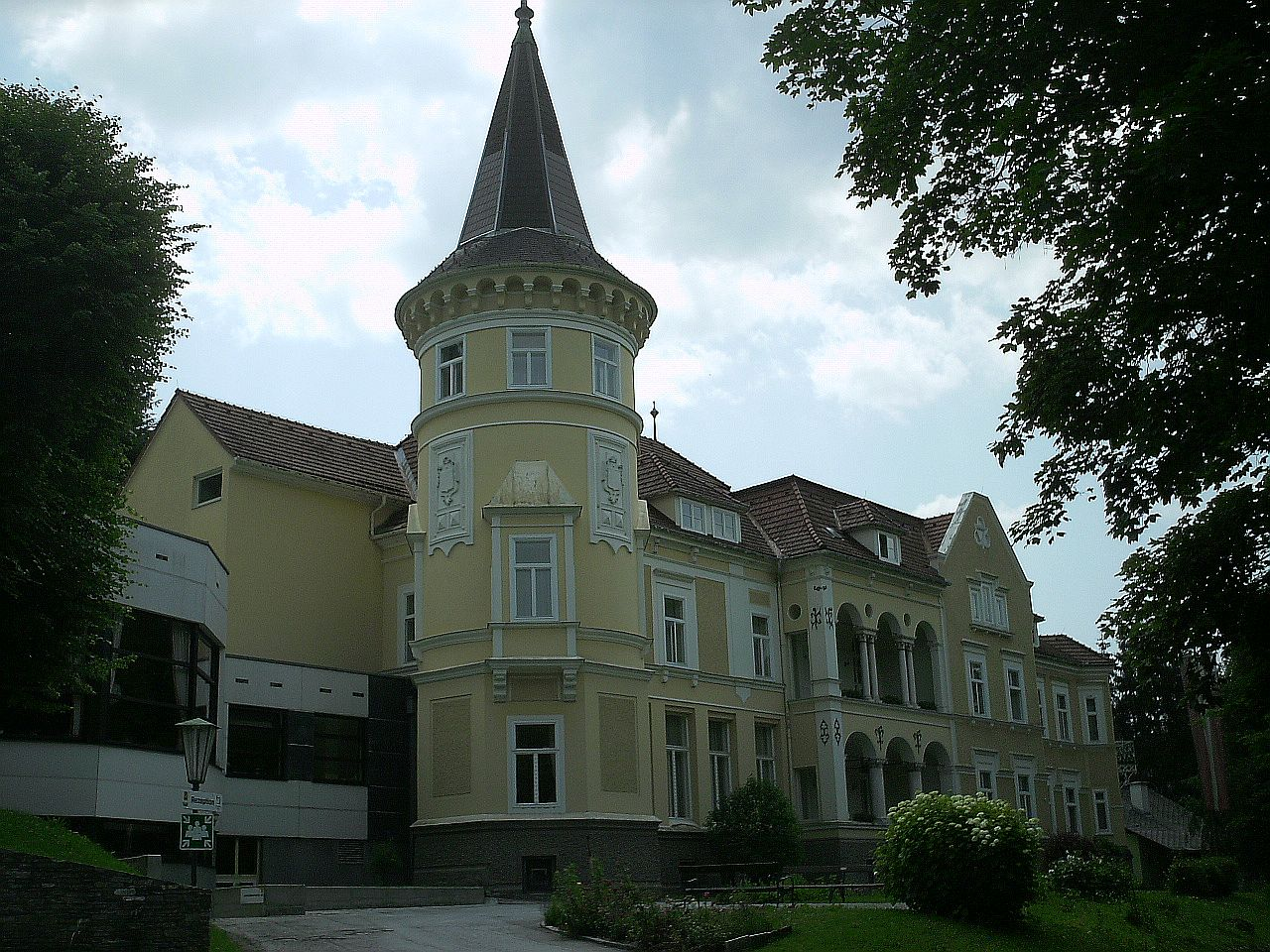
A Sommerau-kastély

Spital am Semmering Felső-Stájerország keleti határán fekszik a Semmering-hágótól 6,5 km-re nyugatra. Legmagasabb pontja az 1782 méteres Stuhleck. Az önkormányzat két települést egyesít: Spital am Semmering (920 lakos) és Steinhaus am Semmering (630 lakos).
A környező önkormányzatok: délre Rettenegg, délnyugatra Mürzzuschlag, északnyugatra Neuberg an der Mürz, északkeletre Breitenstein, Semmering és Schottwien, keletre Trattenbach (utóbbi négy Alsó-Ausztriában).

## Története
A község neve arra a menedékházra utal, amit még III. Ottokár stájer őrgróf létesített 1160-ban a Semmering-hágón átkelő utazók számára. A stratégiai helyen fekvő települést számos alkalommal pusztították el vonuló hadseregek. 1486-ban Mátyás magyar király hadai gyújtották fel, 1529-ben és 1532-ben pedig a Bécs ostromára vonuló törökök. 1494-ben már említés történik a helyi vasércbányászatról, amely a 18. század közepén érte el csúcspontját. 1882-re a fokozódó piaci verseny miatt a kitermelés veszteségessé vált és a bányákat bezárták. A vasfeldolgozás továbbra is folytatódott és egészen 1967-ig gyártottak itt különböző kerti szerszámokat. 1854-ben megépült a Semmering-hágón átvezető vasútvonal, amely fellendítette az ipart, de véget vetett az addig virágzó fuvarozási tevékenységnek. 1893-ban a Stuhleck volt az első alpesi csúcs, amelyet sível másztak meg és nem sokkal utána megnyíltak az első sípályák. Azóta a község gazdaságának jelentős részét képezi a turisták ellátása.

## Lakosság
A Spital am Semmering-i önkormányzat területén 2017 januárjában 1550 fő élt. A lakosságszám 1934-ben érte el csúcspontját 2600 fővel, azóta többé-kevésbé csökkenő tendenciát mutat. 2015-ben a helybeliek 83,1%-a volt osztrák állampolgár; a külföldiek közül 0,7% a régi (2004 előtti), 2,6% az új EU-tagállamokból érkezett. 1,5% a volt Jugoszlávia (Szlovénia és Horvátország nélkül) vagy Törökország, 12% egyéb országok polgára. 2001-ben a lakosok 79,5%-a római katolikusnak, 3,6% evangélikusnak, 1,8% mohamedánnak, 12,6% pedig felekezet nélkülinek vallotta magát. Ugyanekkor 12 magyar élt a községben.

## Látnivalók

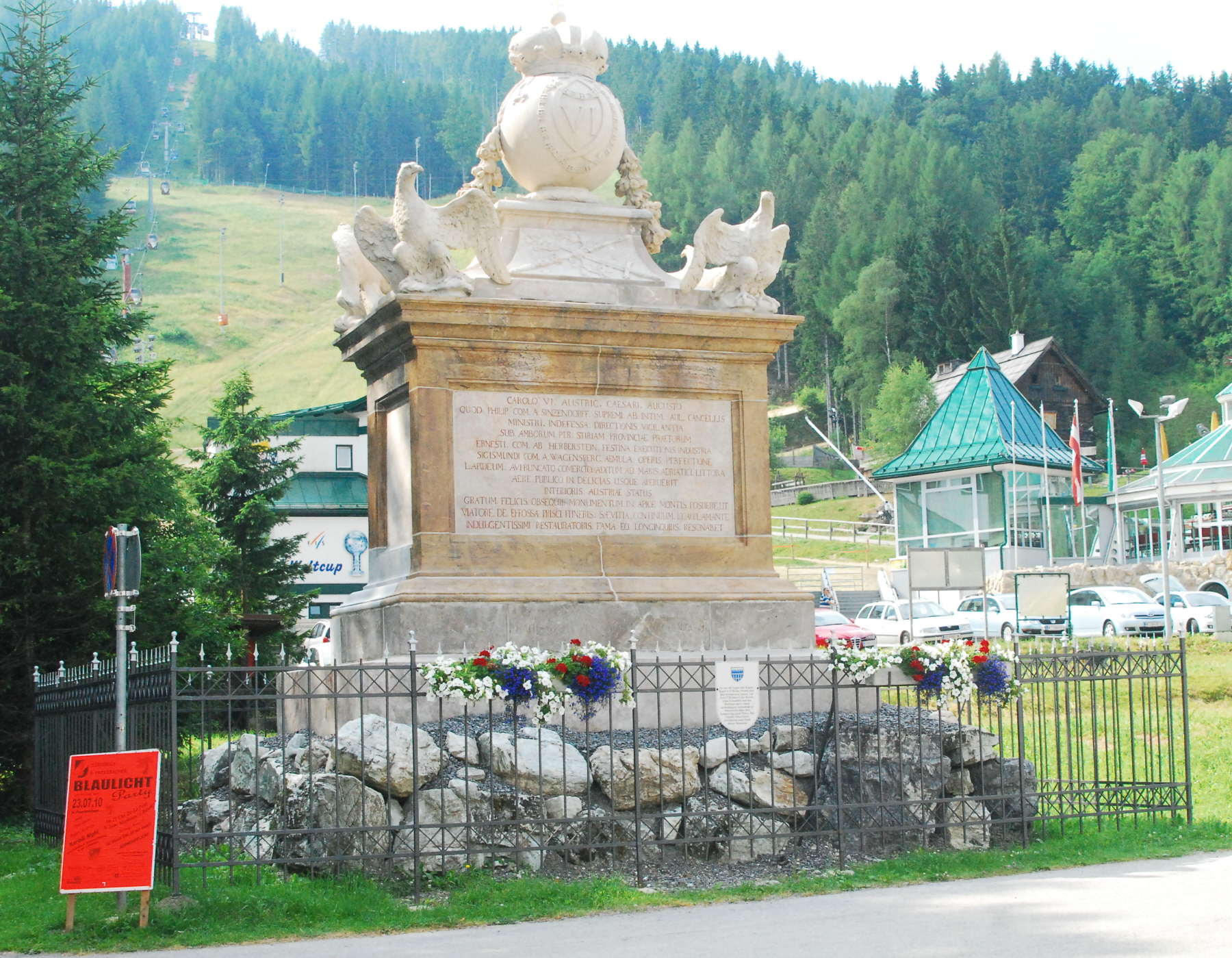
Az 1728-as Károly-emlékmű

- a Mária mennybemenetele-plébániatemplom
- a Sommerau-kastélyt Korombai Géza gróf bővítette kastéllyá a korábbi villából 1894-ben. Ma szálloda működik benne
- az 1904-ben neoromán stílusban épült Zatzka-kápolna
- a VI. Károly-emlékművet 1728-ban emelték a császár tiszteletére, aki megnyitotta a hágón átvezető új utat
- Eduard Nittner emlékműve, aki 1912-ben Ausztriában először repült át egy alpesi hágó (a Semmering) felett
- a Gaisschlager-malom, egy működő vízimalom
- a három ún. "rablóbarlangot" sziklamászók érhetik el
- Open Air metálfesztivál

## Híres Spittal am Semmering-iek
- Erwin Komenda (1904–1966) mérnök, a VW Bogár és számos Porsche-modell karosszériatervezője

## Fordítás
- Ez a szócikk részben vagy egészben  a   Spital am Semmering című német Wikipédia-szócikk ezen változatának fordításán alapul.  Az eredeti cikk szerkesztőit annak laptörténete sorolja fel. Ez a jelzés csupán a megfogalmazás eredetét és a szerzői jogokat jelzi, nem szolgál a cikkben szereplő információk forrásmegjelöléseként.